# Lakeside School

Escuela Superior Lakeside en Seattle, vista desde la Plaza Roja, incluido Bliss Hall y la capilla.

Lakeside School es una escuela privada/independiente localizada en barrio Haller Lake, en el norte de Seattle, Washington, y tiene de 5 a 12 grado.
A partir de 2024, el sitio web Niche clasificó Lakeside School como la mejor escuela secundaria privada en el estado de Washington (sucedido por la Escuela Overlake en segundo lugar) y la 52ª mejor escuela secundaria privada en los Estados Unidos.
Sus alumnos más famosos son Bill Gates y Paul Allen, fundadores de Microsoft.

## Historia
Lakeside School fue creada en 1919 por Frank G. Moran como Moran-Lakeside School a orillas del lago Washington, en el barrio de Denny-Blaine de Seattle. Originalmente, la escuela estaba destinada a alimentar a los estudiantes a la otra escuela de Moran, la Escuela Moran en la cercana isla de Bainbridge. En 1923 la escuela fue incorporada y rebautizada como Lakeside Day School. En 1923 se trasladó al actual emplazamiento de The Bush School en Washington Park. 
En 1930, Lakeside se trasladó a su nuevo campus en su ubicación actual. Nicholas School, una escuela privada femenina de Capitol Hill, en 1971.